# 高-比绍夫斯海姆
高-比绍夫斯海姆是德国莱茵兰-普法尔茨州的一个市镇。总面积2.84平方公里，总人口1851人，其中男性896人，女性955人（2011年12月31日），人口密度652人/平方公里。